# Paul Hoffman (Ruderer)
Paul Hoffman (* 21. April 1946 in New York City) ist ein ehemaliger Steuermann im Rudern aus den Vereinigten Staaten. Er war mit dem Achter Sieger bei den Panamerikanischen Spielen 1967 und Olympiazweiter 1972.

## Karriere
Paul Hoffman besuchte Prep Schools in England und begann dort auch mit dem Rudersport. Von 1965 bis 1968 steuerte er den Achter der Harvard University. Bei den Panamerikanischen Spielen 1967 in Winnipeg steuerte er den Achter aus den Vereinigten Staaten zum Sieg in der Besetzung Ian Gardner, David Higgins, Cleve Livingston, Jake Fiechter, Franklin Hobbs, Scott Steketee, Andy Larkin, Curtis Canning und Paul Hoffman. In der gleichen Besetzung nahm der Achter aus den Vereinigten Staaten auch an den Europameisterschaften 1967 teil und gewann Silber hinter dem Deutschland-Achter. Bei den Olympischen Spielen 1968 in Mexiko-Stadt startete der Achter mit Steve Brooks statt Gardner und belegte den sechsten Platz.
Nach seiner Graduierung 1968 schloss sich Hoffman dem Friedenscorps der Vereinigten Staaten an. Später ging er dann an die Harvard Law School und trat auch wieder als Steuermann an.
Bei den Olympischen Spielen 1972 in München waren 15 Achter am Start. Der Achter aus den Vereinigten Staaten mit Lawrence Terry, Franklin Hobbs, Peter Raymond, Timothy Mickelson, Eugene Clapp, William Hobbs, Cleve Livingston, Michael Livingston und Paul Hoffman gewann den ersten Vorlauf vor dem Boot aus der Bundesrepublik Deutschland. Im Halbfinale belegte der Achter aus den USA den dritten Platz hinter den Achtern aus der DDR und aus der UdSSR. Im Finale siegte das Boot aus Neuseeland mit über zweieinhalb Sekunden Vorsprung, dahinter kämpften die Boote aus den USA und aus der DDR um den zweiten Platz, im Ziel hatten die Amerikaner sechs Hundertstelsekunden Vorsprung und erhielten die Silbermedaille. 1973 belegte Hoffman mit dem Achter noch einmal den sechsten Platz bei den Europameisterschaften 1973.
1974 schloss Hoffman sein Studium als Juris Doctor ab und begann eine Anwaltslaufbahn.